# Boris Alexandrovitch Vassiltchikov
 (octobre 2014).
Si vous disposez d'ouvrages ou d'articles de référence ou si vous connaissez des sites web de qualité traitant du thème abordé ici, merci de compléter l'article en donnant les références utiles à sa vérifiabilité et en les liant à la section « Notes et références ».
Le prince Boris Alexandrovitch Vassiltchikov (Бори́с Алекса́ндрович Васи́льчиков ; autrefois orthographié en France Wassiltchikoff), né le 19 (31) mai 1860 au domaine familial de Vybiti (gouvernement de Novgorod) et mort le 13 mai 1931 à Menton en France, est un aristocrate russe, membre de la famille princière Vassiltchikov qui fut membre du conseil d'État de l'Empire, stallmeister à la cour (1903), ministre de l'agriculture, et auteur de Mémoires.

## Biographie
Boris Vassiltchikov est le fils du prince Alexandre Illarionovitch Vassiltchikov (1818-1881) et de la princesse, née Eugénie Ivanovna Senianine (1829-1862). Il a donc perdu sa mère dans sa toute petite enfance, morte en couches de son quatrième bébé. Il perd son père à l'âge de vingt-et-un ans et hérite d'une immense fortune.
La même année, il termine l'École impériale de droit et entre au ministère de la justice. Il dispose de son domaine familial de Vybiti près de Novgorod et il est élu à la tête de l'ouiezd de Staraïa Roussa (1884-1890) et quatre fois au gouvernement (ou improprement province) de Novgorod (1890-1902) en tant que représentant de la noblesse. Il est nommé citoyen d'honneur de Staraïa Roussa et juge de paix honoraire du zemstvo de Staraïa Roussa en 1886, dont en plus il est inspecteur d'honneur de l'école paroissiale. Il s'occupe d'agriculture dans son domaine en appliquant des méthodes modernes. Il s'intéresse surtout à l'élevage de volaille.
En 1896, le prince Vassiltchikov est nommé conseiller d'État effectif et en 1903 il reçoit de la cour impériale le titre honorifique de Stallmeister. Il est gouverneur du gouvernement de Pskov de 1900 à 1903 et nommé citoyen d'honneur de la ville pour services rendus. Au début de la guerre russo-japonaise, il est plénipotentiaire de la Croix-Rouge de Russie pour le Nord-Est du pays. Il devient président de la Croix Rouge russe en 1906 et en avril de cette même année, membre du conseil d'État. Il y sera à la tête d'un cercle non partisan de 1911 à 1917.
Entre 1906 et 1908, le prince est surintendant en chef de la gestion des terres et de l'agriculture au sein du cabinet Stolypine et il soutient la réforme agraire en cours. Il quitte le ministère de l'agriculture pour raisons familiales en 1908. En décembre 1916, son épouse, la princesse Sophie Nikolaïevna, écrit une supplique à l'impératrice afin de renvoyer Raspoutine, ce qui lui vaut d'être chassée de la cour. En soutien de sa femme, le prince la suit à Vybiti.
Du point de vue politique, le prince Vassiltchikov appartenait à l'Union nationale panrusse et prit une part active à l'organisation du club national panrusse de Saint-Pétersbourg dès 1910, dont il fut le premier président. Mais à partir de mars 1911, il renonça à toute participation dans ce genre d'associations.
Il retourne à Pétrograd (anciennement Saint-Pétersbourg) après la Révolution de Février et devient témoin des troubles de la Révolution d'Octobre dans l'ancienne capitale impériale aux mains des Bolchéviques. Il est arrêté en 1918 en tant qu'ancien membre de la classe dirigeante et de la noblesse et enfermé au bastion Troubetskoï de la forteresse Pierre-et-Paul dans une cellule conçue pour une personne avec dix autres anciens dignitaires. Il parvient à être libéré au bout de quelques mois et émigre en Grande-Bretagne, puis en 1920 en France. Il prit une part active à la fondation de l'Institut Saint-Serge de Paris. Il meurt en 1931 dans la maison de retraite russe de Menton et il est enterré au cimetière russe de Sainte-Geneviève-des-Bois, rejoint onze ans plus tard par son épouse.
Il est l'auteur de Mémoires qui ont été publiés en 2003. 

## Vie privée

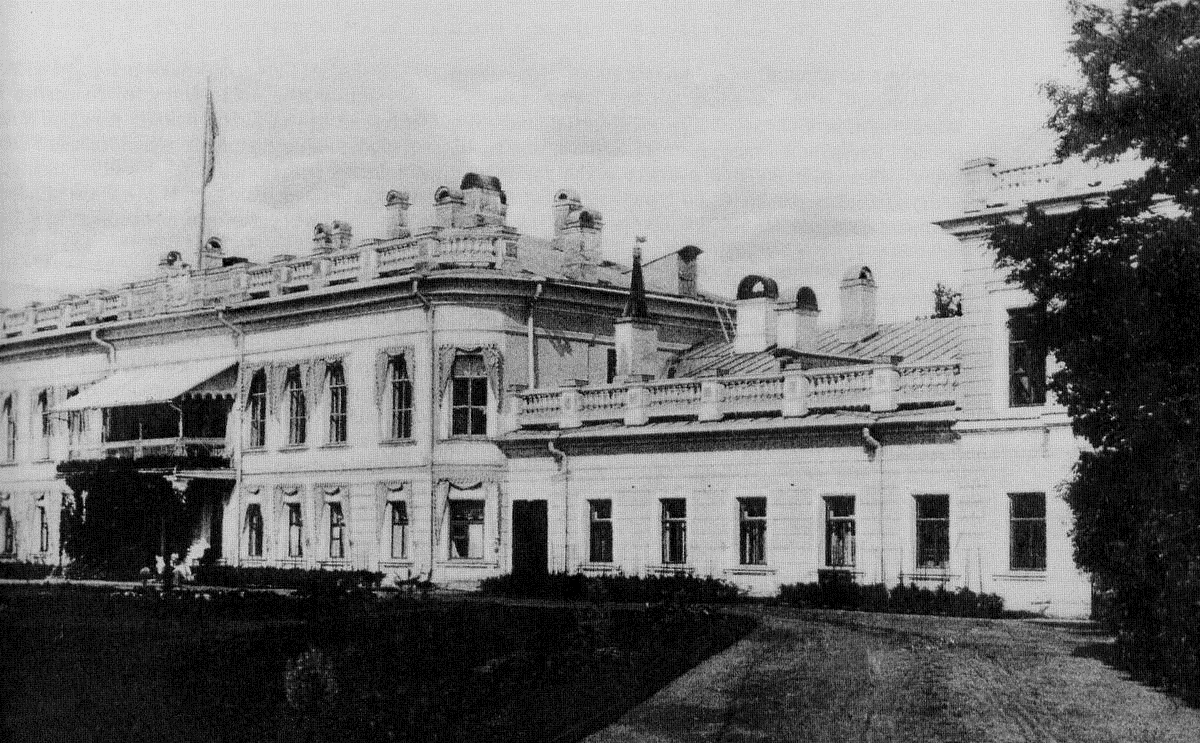
Vue de l'ancien domaine familial de Vybiti avant la Révolution.

Le prince était un amoureux de la nature et de la chasse. Il se rendait souvent chez ses cousins Stroganov chasser à Volychovo.
Il était marié avec la princesse Sophie Nikolaïevna Mechtcherskaïa (1867-1942), fille du prince Nicolas Mechtchersky (1829-1901)

## Décorations

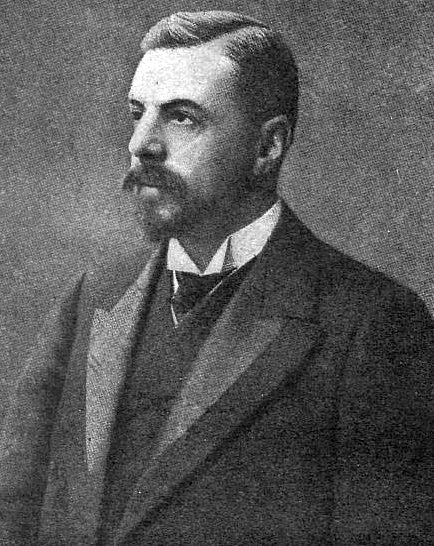
Le prince en 1915.

- Ordre de Saint-Stanislas de 1re classe (1899) ;
- Ordre de Sainte-Anne de 1re classe (1902) ;
- Ordre de Saint-Vladimir de 2e classe (1905) ;
- Ordre de l'Aigle blanc (1907) ;
- Ordre de Saint-Alexandre Nevski (1913).
- Médaille « En mémoire du règne de l'empereur Alexandre III » ;
- Médaille « En mémoire du couronnement de l'empereur Nicolas II » ;
- Médaille « En mémoire du tricentenaire du règne de la maison Romanov » (1913).

À l'étranger :
- Ordre de l'Aigle rouge de 1re classe (1907, royaume de Prusse) ;
- Ordre des Saints-Maurice-et-Lazare de 1re classe (1908, royaume d'Italie).

## Œuvres du prince
- À propos de l'éducation des garçons de la noblesse («О воспитании дворянского юношества»), Novgorod, 1899.
- Mémoires du prince Boris Vassiltchikov, Moscou, in: «Наше наследие» [Notre héritage], 2003.

## Source
- (ru) Cet article est partiellement ou en totalité issu de l’article de Wikipédia en russe intitulé « Васильчиков, Борис Александрович » (voir la liste des auteurs).